# ARTE
ARTE of Arte (acroniem van Association Relative à la Télévision Européenne) is een Frans-Duitse cultuurtelevisiezender die uitzendt in het Duits en het Frans. Arte is een Europees economisch samenwerkingsverband, gevestigd in Straatsburg.

## Uitzending en ontvangst
ARTE zendt uit met twee verschillende versies, namelijk ARTE Deutschland en ARTE France. De meeste producties die worden uitgezonden op ARTE zijn in het Frans, en voor de Duitse markt worden deze nagesynchroniseerd in het Duits. Evenzo worden Duitse programma's nagesynchroniseerd voor de Franse versie. Beide versies zijn niet identiek, maar kunnen verschillende begintijden van programma's hebben, afgestemd op het doelland. Zo begint op de Franse versie het belangrijkste programma om 20:55 uur, terwijl datzelfde programma op de Duitse versie al om 20:15 uur begint. Beide versies hebben zowel een Frans als een Duits geluidsspoor.
ARTE Belgique (2006-2014) was een Belgische variant op het Franse kanaal met een paar eigen programma's, en die ook Nederlandstalige ondertiteling bood.
De Franse versie van ARTE is vrij te ontvangen via de satellietposities Hot Bird 13°O en Eutelsat 5° W. De Duitse versie is vrij te ontvangen via de satellietpositie Astra 19,2°O. Daarnaast wordt de zender doorgegeven op de kabel van Ziggo en bij interactieve tv van KPN. Er wordt ook een Duitstalig tijdschrift uitgegeven: ARTE Magazin. Hierin is de programmering van ARTE terug te vinden, naast enkele achtergrondartikelen.

## Programma's
ARTE programmeert zeker twee keer per week een thema-avond. Daarnaast zijn er de volgende regelmatige eigen programma's:
- ARTE Info
- Karambolage
- Le dessous des cartes
- Chic
- Tracks
- Forum der Europäer
- Arte Kultur
- Metropolis
- Kurzschluss
- Mit dem Zug durch... (aangepaste versie van Eisenbahn-Romantik)

Veel programma's worden in de nacht-, ochtend- en middaguren herhaald.